# Centre hospitalier Bretagne Atlantique
Le centre hospitalier Bretagne Atlantique (CHBA) est un centre hospitalier du Morbihan, regroupant depuis 2000 deux hôpitaux, distants de 18 km : le site de Vannes et le site d'Auray.  Il est l'établissement support du Groupement Hospitalier Brocéliande Atlantique (GHBA).

## Histoire
L'hôpital de Vannes est construit à partir de 1932 et inauguré en 1934, il porte depuis 1946 le nom de Prosper Chubert, vice-président de la « commission des hospices » et résistant mort en déportation. Il a remplacé l'hôpital général de Vannes, fondé en 1684 et établi dans ce qui était alors la métairie de Cosquer.

## Description
Le centre hospitalier Bretagne Atlantique dispose de 1 483 lits et places, il emploie plus de 3 000 agents, médicaux, soignants, administratifs, logistiques et techniques. 
L'hôpital de Vannes est situé au nord de l'étang au Duc, à proximité de la gare. Il couvre une dizaine d'hectares et est prolongé au sud-ouest par un cimetière.

## Services
Le CHBA propose une large gamme de spécialités médicales et chirurgicales : cardiologie, pneumologie, rhumatologie, gastro-entérologie, neurologie, hématologie, oncologie, maladies infectieuses, obstétrique, etc. 

### Équipements
Il dispose de plusieurs équipements d'imagerie de pointe : scanners, IRM, mammographes, etc.